# Supper’s Ready
Supper’s Ready (deutsch: Das Essen ist fertig) ist ein Lied der britischen Rockband Genesis, das im September 1972 als Teil des Albums Foxtrot erschien und mit einer Länge von fast 23 Minuten das längste aufgenommene Lied der Band darstellt.

## Entstehung und Veröffentlichung
Getextet und komponiert wurde das Lied gemeinsam von den Genesis-Mitgliedern Tony Banks, Phil Collins, Peter Gabriel, Steve Hackett und Mike Rutherford. Für die Produktion zeichnete David Hitchcock verantwortlich.
Die Erstveröffentlichung von Supper’s Ready erfolgte am 15. September 1972 bei Charisma Records, als Teil des vierten Genesis-Studioalbums Foxtrot (Katalognummer: 66369 922). Das Lied nimmt fast die ganze Seite des Albums ein, nur das 1:42 Minuten kurze Sologitarrenstück Horizons ist ihm vorangestellt.
Supper’s Ready wurde ein zentraler Bestandteil der Genesis-Konzerte von 1972 bis 1974, auch für Gabriels Bühnenpräsenz und die Kostüme, die er zur Verkörperung der verschiedenen Rollen verwendete. Nach Gabriels Ausscheiden führte Genesis das Lied in den Jahren 1976, 1977 und 1982 mit Collins als Leadsänger live auf, so auf dem Livealbum Seconds Out (Oktober 1977; Katalognummer: 6641 697).

## Inhalt
Der Text beschreibt eine innere Reise mit Szenen aus der Offenbarung des Johannes und dem Kampf Gut gegen Böse. Der Stück entstand kurz nach Nursery Cryme Tour im Sommer 1972. Nachdem die ersten akustischen Teile arrangiert waren, wurde es als Begleitstück zu The Musical Box betrachtet, bis Gabriel die Melodie Willow Farm vorschlug, die dem Stück eine neue Richtung gab. Genesis baute das Stück weiter aus, was in den letzten beiden Teilen Apocalypse in 9/8 und As Sure as Eggs is Eggs (Aching Men’s Feet) gipfelte, die die Band als ihre stärksten Aufnahmen empfand.
Gabriel schrieb zusätzliche Erklärungen zu jedem Liedabschnitt in ein Programmheft, das 1972 und 1973 an Konzertbesucher verkauft wurde.
| Teil | Titel | Dauer       | Anmerkungen |
| ---- | --- | ----------- | --- |
| I    | Lover's Leap (Liebessprung) | 0:00–3:47   | Zwei Liebende verlieren sich in den Augen des anderen und finden sich verwandelt im Körper eines anderen Mannes und einer anderen Frau wieder. |
| II   | The Guaranteed Eternal Sanctuary Man (Der Mann mit dem garantiert ewigen Heiligtum)                                                          | 3:48–5:43   | Die Liebenden stoßen auf eine Stadt, die von zwei Charakteren beherrscht wird: einem gütigen Bauern und dem Oberhaupt einer streng disziplinierten Wissenschaftsreligion. Letzterer nennt sich gern „Der Mann mit dem garantiert ewigen Heiligtum“ (GESM) und behauptet, eine geheime neue Zutat zu besitzen, die Feuer bekämpfen kann. Das ist eine Lüge. |
| III  | Ikhnaton and Its-a-Con and Their Band of Merry Men (Echnaton und seine Bande lustiger Männer)                                                | 5:44–9:42   | Die Liebenden sehen sie in grauen und violetten Gewändern, wie sie darauf warten, aus der Erde geholt zu werden. Auf Befehl der GESM tauchen sie aus der Erde auf, um all jene anzugreifen, die keine gültige „Lizenz für das ewige Leben“ besitzen, die in der Zentrale der Religion der GESM erhältlich ist. |
| IV   | How Dare I Be So Beautiful? (Wie kann ich es wagen, so schön zu sein?)                                                                       | 9:43–11:04  | Unsere unerschrockenen Helden untersuchen die Folgen der Schlacht und entdecken eine einsame Gestalt, die von ihrem eigenen Bild besessen ist. Sie werden Zeugen einer ungewöhnlichen Verwandlung und werden in ihr eigenes Spiegelbild im Wasser hineingezogen. |
| V    | Willow Farm (Weidenfarm) | 11:05–14:15 | Als sie aus dem Pool steigen, befinden sie sich wieder in einer anderen Welt. Sie befinden sich inmitten einer Vielzahl leuchtender Farben, voller Objekte, Pflanzen, Tiere und Menschen. Das Leben fließt frei und alles ist gedankenlos beschäftigt. Plötzlich ertönt ein Pfiff, und alles verwandelt sich augenblicklich in etwas anderes. |
| VI   | Apocalypse in 9/8 - Co-starring the Delicious Talents of Gabble Ratchet (Apocalypse im 9/8 - mit den köstlichen Talenten von Gabble Ratchet) | 14:16–20:50 | Auf einen Pfiff hin verwandeln sich die Liebenden in Samenkörner, wo sie andere Samenkörner als Menschen aus ihrer ursprünglichen Welt erkennen. Während sie auf den Frühling warten, kehren sie in ihre alte Welt zurück und erleben die Apokalypse des Johannes in vollem Gange. Die sieben Trompeter sorgen für Aufsehen, der Fuchs wirft immer wieder Sechsen, und Pythagoras (ein griechischer Statist) ist überglücklich, als er es schafft, genau die richtige Menge Milch und Honig auf seine Cornflakes zu geben. |
| VII  | As Sure as Eggs is Eggs - Aching Men's Feet (So sicher wie das Amen in der Kirche -schmerzende Männerfüße)                                   | 20:51–22:54 | Ein Ei ist vor allem ein Ei. „Und diese Füße…“, um über die Runden zu kommen. Jerusalem = Ort des Friedens. |

## Besetzung
- Tony Banks - 12-saitige Akustikgitarre, Hammondorgel, Klavier, Mellotron, Pianet
- Phil Collins - Begleitgesang, Perkussion, Schlagzeug
- Peter Gabriel - Bassdrum, Flöte, Gesang, Oboe, Tamburin
- Steve Hackett - 12-saitige Akustikgitarre, E-Gitarre, Gitarre
- Mike Rutherford - 12-saitige Akustikgitarre, Basspedal, Begleitgesang, Cello, E-Bass[6]

## Rezensionen
Badmitglied Banks sagte selbst hierzu, das die letzten Teile wahrscheinlich ihr Höhepunkt sei. Im Daily Vault Ranking der Genesis-Songs aus der Gabriel-Ära belegt Supper Ready Platz drei.